# Milan Rundić
Milan Rundić (in serbo Милан Рундић?; Belgrado, 29 marzo 1992) è un calciatore serbo, difensore del Raków Częstochowa.

## Palmarès

### Club

#### Competizioni nazionali
- Coppa di Slovacchia: 2

Slovan Bratislava: 2016-2017, 2017-2018
- Coppa di Polonia: 1

Raków Częstochowa: 2021-2022
- Campionato polacco: 1

Raków Częstochowa: 2022-2023
- Supercoppa di Polonia: 1

Raków Częstochowa: 2022